# São Mateus do Maranhão
São Mateus do Maranhão is een gemeente in de Braziliaanse deelstaat Maranhão. De gemeente telt 39.622 inwoners (schatting 2009).
De gemeente grenst aan Alto Alegre do Maranhão, Bacabal, Matões do Norte en Pirapemas.